# Sith
Pour l’article homonyme, voir Sith (moteur de jeu).
Pour les articles ayant des titres homophones, voir Scythe.
Ordre religieux apparaissant dans
Star Wars.
≈ 5 000 av. BY – 35 ap. BY
Histoire et évènements
L’ordre Sith est une organisation de fiction apparaissant dans la saga cinématographique Star Wars imaginée par George Lucas.
Les Sith sont les principaux antagonistes de l'ordre Jedi, dont ils constituent une branche schismatique, et une menace pour la République galactique. Ils maîtrisent le Côté obscur de la Force.
Le terme « Sith » est d'ailleurs ambigu puisqu'il peut à la fois désigner la race native de Korriban (dans l'univers Légendes), l'organisation politico-religieuse (souvent sous la forme d'un Empire) ou la pensée philosophique. L'histoire sith la plus connue est celle présente dans les films de la saga Star Wars, à savoir la conspiration puis le règne de Palpatine alias Dark Sidious.
Au fil des sorties de nombreux romans, comics et jeux-vidéo, l'histoire des Sith s'est largement étoffée pour couvrir une ère d'environ 7 000 ans, qui n'est cependant plus considérée comme « canonique » depuis le rachat de la franchise Star Wars par Disney en 2012.

## Concept et création
Le concept de Sith est très différent dans les premières versions d'Un nouvel espoir. Ainsi, tandis que l'iconique Dark Vador ne possède initialement pas une armure mais est un simple général humain, il accompagne le Chevalier Sith Valorum (ce nom est repris pour le chancelier de La Menace fantôme). Le Côté obscur est alors appelé le Bogan,.
Par ailleurs, les Sith ont originairement été conçus par George Lucas comme un groupe qui sert l'Empereur, à l'instar des SS pour Hitler. Finalement, Dark Vador est seul, au lieu d'un groupe.

## Histoire fictive

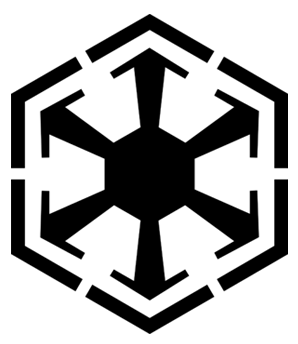
Logo de l'Empire Sith

### Dans l'univers officiel

#### Exegol
Le Sith Dark Sanguis, en quête d'immortalité, s'installe à Exegol et y construit un laboratoire. En tentant de défier la mort, il devient une créature assez petite, frêle et repoussante. Plus tard, une Sith du nom de Dark Noctyss arrive dans le même but sur Exegol, et connaît le même destin lorsqu'elle tue Dark Sanguis. L'action Sith détériore par ailleurs la planète, mais laisse du matériel scientifique intéressant pour cloner.

#### Essor progressif
Une importante guerre a lieu entre Jedi et Sith. Or, ces derniers sont déjà en conflit entre eux. Les Jedi gagnent finalement cette guerre décisive. Un seul Sith en réchappe : il s'agit de Dark Bane. Il comprend alors que les conflits au sein de l'ordre Sith l'affaiblissent et décide d'instaurer la Règle de deux. Celle-ci énonce qu'il ne doit y avoir que deux Sith ensemble, le Maître et l'Apprenti.
Pendant mille ans, l'ordre Sith reste clandestin. Alors, le seul représentant des Sith, Dark Plagueis, choisit comme nouvel apprenti un humain de Naboo, Sheev Palpatine, qui devient Dark Sidious en parallèle de sa vie politique. Après avoir appris la maîtrise du Côté obscur grâce à Plagueis, il le tue, et prend comme apprenti Maul, un zabrak, fils de la Sœur de la nuit Mère Talzin,.
Sidious passe un marché avec la Fédération du Commerce dirigée par Nute Gunray pour mettre en place un blocus militaire de la planète Naboo en réaction à la taxation des routes commerciales votée par le Sénat. Le blocus en lui-même est un échec (Sidious perd notamment Maul, peu après que les Sith se soient révélés aux Jedi), mais la crise créée lui permet d'accéder au poste de chancelier de la République à la suite d'un vote de défiance ayant abouti à la démission du chancelier suprême Valorum.
Le Sith prend un nouvel apprenti, un ancien Jedi, ayant quitté l'ordre Jedi après ces évènements . Il se nomme Dooku, et devient alors Dark Tyranus. Il entreprend pour son maître plusieurs missions. Il engage secrètement la construction d'une armée de clones pour la République en passant commande aux kaminoans, puis prend la tête d'un mouvement séparatiste, la Confédération des Systèmes Indépendants, il rallie les principales entreprises de la Galaxie à ce mouvement et prépare la guerre des clones. Profitant de la série de crises, Palpatine, qui a pourtant dépassé la limite de son mandat de chancelier, se fait octroyer des pouvoirs exceptionnels. La guerre des clones commence alors avec sa décision de permettre à la République la mise en place d'une armée clone.
Afin de relancer le conflit, Palpatine organise son propre enlèvement lors de la Bataille de Coruscant. Les Jedi Anakin Skywalker et Obi-Wan Kenobi viennent le sauver. Dooku perd alors progressivement l'avantage lors d'un duel contre Anakin. Désarmé et à la merci du Jedi, Dooku espère une intervention de son maître. Toutefois, ce dernier ordonne à Anakin de tuer Dooku, ce qui laisse vide la place d'apprenti Sith.
Sidious vise alors Anakin. En effet, il suit de très près la carrière de ce Jedi. Peu après la bataille de Coruscant, le Sith lui révèle sa véritable identité de Seigneur Sith. Anakin en informe le Maître Jedi Mace Windu. Celui-ci, accompagné de trois autres Maîtres Jedi, tente d'arrêter Palpatine, mais ils sont tous les quatre tués. Anakin Skywalker devient ensuite Dark Vador, apprenti de Sidious. L'ordre Jedi est massacré lors de l'Ordre 66, la République devient l'Empire galactique.

#### Empire Galactique et domination Sith
À la tête d'un Empire totalement sous son contrôle, Dark Sidious ordonne la construction de l'Étoile de la mort, dont il confie le projet à l'amiral Tarkin. Elle est détruite à la Bataille de Yavin par Luke Skywalker.
Vador découvre son identité peu après la Bataille de Hoth, et cherche à le rallier à sa cause en lui tendant un piège dans la Cité des Nuages, sans succès. Plus tard, près d'Endor, il amène Luke à l'Empereur. Le Jedi combat Dark Vador sous les yeux de Dark Sidious, mais parvient à résister à l'attrait du Côté obscur. Sidious cherche alors à tuer Luke grâce à ses éclairs de Force, mais Vador se retourne contre l'Empereur et le jette dans le puits du réacteur. Par cet acte protecteur, Anakin Skywalker revient de fait du côté lumineux de la Force, avant de mourir à son tour.

#### Fin de l'Empire et ascension du Premier Ordre
Sidious, du moins son esprit, survit à la bataille d'Endor. C'est alors le seul Sith vivant. Avec un plan mis en place au préalable, il transfère son esprit dans un clone à Exegol. Il envoie un autre de ses clones, qui devient Suprême Leader Snoke, diriger le Premier Ordre. Toutefois, le clone qui porte l'esprit de Sidious est trop faible pour le maintenir efficacement. Sidious, dernier Sith, est définitivement vaincu par Ben Solo et Rey, la fille d'un clone de Palpatine trop faible pour lui servir.

### Dans l'universLégendes

#### Prémices
Entre 25 000 av. BY et 24 000 av. BY, deux factions d'adeptes de la Force aux idéologies opposées s'affrontent à Tython. Les Ashla, du Côté lumineux, combattent les Bogan, du Côté obscur. Ce sont les guerres de la Force. Les Jedi, c'est-à-dire les Ashla survivants, s'installent à Ossus, et restent quelques siècles tranquilles, jusqu'au Premier Grand Schisme, qui commence lorsque le Jedi Xendor fonde les légions de Lettow, des Jedi renégats installés sur la planète Lettow. Les Jedi gagnent la guerre, mais, plus tard, les survivants des légions de Lettow prennent le contrôle de Korriban et de l'Empire fondé par les Sith, une espèce de la Bordure extérieure. Alors l'ordre formé par ces ex-Jedi prend le nom de Sith, à partir du peuple qu'il dirige.

#### Grande guerre de l'hyperespace
Dans l'ombre, les Sith organisent une hiérarchie, dans laquelle un Seigneur Noir des Sith, secondé par des Seigneurs Sith, dirige l'Empire Sith. Vers 5 000 av. BY, soit près de 2 000 ans après que les Jedi Noirs ont pris Korriban, cet empire attaque la République. En effet, une hypervoie permettant de se rendre du Noyau galactique à l'Empire Sith est découverte, tout en évitant les troubles de l'hyperespace qui limitaient jusque là les voyages vers ou hors de l'Empire. Naga Sadow, alors Seigneur Noir des Sith, juge après la création de cette route qu'il est temps d'envahir la République. La campagne qui s'ensuit est un échec. Naga Sadow en revient, mais doit faire face au coup d'État de son rival, le Sith Ludo Kressh. Une bataille entre les deux flottes sith s'achève avec la mort de Kressh et la fuite de Sadow, qui se rend à Yavin 4. Le Seigneur Noir des Sith devient alors Shar Dakhan. Il lance des attaques suicide contre la République, conscient de la situation en son désavantage. Affaiblie, la République bat en retraite avant de revenir pour une victoire. Les Sith sont alors fragmentés. Certains se réfugient dans des planètes comme Vjun ou Thule, quand d'autres forment un nouvel empire dans les Régions inconnues.

#### La grande guerre sith
Vers 4 000 av. BY, le Jedi Ulic Qel-Droma, en mission à Onderon, y ressent une force dans le Côté obscur, celle d'un ancien Jedi déchu et mort depuis longtemps, Freedon Nadd. Quoique son tombeau ait alors été déplacé vers Dxun, Freedon Nadd réussit à contrôler deux nobles pour les amener à instaurer sur Impératrice Teta un régime nommé le Krath. Ulic Qel-Droma infiltre cette organisation, mais succombe finalement aussi au Côté obscur. Dans le même temps, le Padawan Exar Kun, en mission à Dantooine, décide de rejoindre les Sith en allant à Dxun. Il s'installe ensuite à Yavin 4, s'alliant rapidement à son homologue Qel-Droma. Enfin, les Sith s'allient aux Mandaloriens, alors commandés par Mandalore l'Indomptable.
En 3 996 av. BY, ils attaquent la République. Petit à petit, ils visent des mondes stratégiques, comme le centre Jedi Ossus. Toutefois, la République contre-attaque, et, après avoir été Sith un temps, Ulic Qel-Droma retourne au Côté lumineux, ce qui laisse Exar Kun en unique leader des Sith. La République organise le bombardement de Yavin 4, durant lequel Kun meurt, mettant ainsi fin à la grande guerre sith.

#### La seconde guerre sith
Presque 20 ans après la fin de la grande guerre sith, les Mandaloriens désormais dirigés par Mandalore l'Ultime se mettent à étendre leur territoire et à attaquer la République. Les Jedi Revan et Malak commandent alors la flotte républicaine pour vaincre Mandalore. Revan tue le Mandalorien à Malachor 5. Les deux Jedi basculèrent vers le Côté obscur et cherchent les cartes rakata pour obtenir la Forge stellaire, afin de se former une flotte pour envahir la République, accompagnés de certains républicains ayant choisi leur camp.
Revan, désormais Dark Revan, et Malak, désormais Dark Malak, prennent le contrôle de la majorité de l'Est galactique déjà exploré. La seconde guerre sith débute en 3 959 av. BY. Les Jedi s'opposent alors activement au nouvel empire sith, de diverses façons, par exemple en soutenant la flotte par méditation. Dark Revan est capturé et rendu amnésique. Il rejoint alors la République contre l'Empire Sith. Dark Malak finit par être vaincu et tué en 3 956 av. BY, laissant le commandement des Sith à un triumvirat composé de Dark Sion, Dark Nihilus et Dark Traya. Une Jedi surnommée l'Exilée tue les trois Sith, tandis qu'ils opposaient déjà entre eux et ne réussissaient pas à faire subsister l'Empire Sith. Ainsi, cet empire s'effondre en 3 951 av. BY.

#### Autres guerres sith
L'Empire Sith est affaibli, la République s'étend alors pacifiquement. Toutefois, vers 2 000 av. BY, le Maître Jedi Phanius devient le Sith Dark Ruin, suivi par une cinquantaine de Jedi lors du dernier Grand Schisme. Même après la mort de Dark Ruin, l'Empire subsiste et reste une menace pour la République. Il organise notamment le génocide d'Uba 4 en 1 800 av. BY. En 1 750 av. BY, le dirigeant sith devient Dark Underlord, plus tard assassiné par la République. La bataille de Mizra de 1 466 av. BY cause la conversion de centaines de Jedi en Sith. L'Empire Sith est ensuite guidé par Dark Rivan puis par Belia Darzu entre autres. Pendant plusieurs siècles, la République et les Jedi doivent faire face aux Sith, de plus en plus puissants.
Toutefois, voyant qu'ils avaient l'avantage face aux Jedi, les Sith commencèrent à se demander qui dirigerait l'Empire Sith une fois la République vaincue. Cela mena à des conflits au sein de l'Ordre, qui s'achevèrent par la prise du pouvoir par Kaan, leader de la Confrérie des Ténèbres. Une nouvelle guerre commence alors en 1 004 av. BY entre la Confrérie et la République. Durant ce conflit, les Sith possèdent sept académies dispersées dans la Galaxie. Les Sith sont vaincus à Ruusan en 1 001 av. BY, sans que les Jedi en soient responsables. En effet, Kaan y tape des mains et déclenche avec la Force une bombe psychique qui extermina tous les êtres proches capables de maîtriser la Force, c'est-à-dire les Jedi présents et presque tous les Sith (le seul survivant de l'ordre Sith est alors Dark Bane).

#### La Règle de Deux
Dark Bane, héritier des Sith, restructure l'ordre Sith sous la Règle des Deux, l'apprenti devant tuer son maître une fois qu'il le surpasse en se drapant du titre de Seigneur Noir des Sith et en prenant un apprenti à son tour. Sur Ruusan, Bane rencontre une petite fille puissante dans la Force qu'il prend comme apprentie et nomme Dark Zannah. Au fil des ans, il la forme et lui apprend le nouveau crédo de l'Ordre, basé sur le secret, le mensonge et la trahison. Ils rassemblent toutes les connaissances du Côté obscur disponibles pour un apogée quand Dark Bane retrouve l'holocron de Dark Andeddu et le secret du transfert d'essence qui permet de transférer son esprit d'un corps à un autre. Dark Zannah finit par défier son maître, devient Dame Noire des Sith et prend Dark Cognus comme apprentie. Les Sith deviennent à chaque génération plus puissants, alors que le déclin inexorable de la République, amplifié en sous-main par les Sith, affaiblit les Jedi.
En 67 av. BY, Dark Plagueis devient Seigneur Noir des Sith après avoir tué son maître Dark Tenebrous. Il étend ses recherches sur l'immortalité et sur la Force en étudiant les midi-chloriens. Parallèlement, il étend son empire financier puisqu'il est un membre éminent du Clan Bancaire. Il prend alors un jeune noble de la planète Naboo, Palpatine, comme apprenti et le nomme Dark Sidious. Finalement, ils se permettent de former un troisième Sith, Dark Maul, leur homme de main. Palpatine parvient au poste de Chancelier en 32 av. BY, mais les Sith se révèlent avec la disparition de Dark Maul. Sidious, encore inconnu comme étant Palpatine, assassine alors Plagueis durant son sommeil.
Plusieurs années après être devenu Empereur, Dark Sidious est vaincu. Il ressuscite sous forme de clone, et, en 10 ap. BY, il se révèle à la Galaxie, unifie un Empire fragmenté, avant d'être à nouveau tué. Toutefois, il s'incarne dans le corps d'un autre clone. Il sent cependant que ce corps artificiel n'est pas assez puissant pour contenir son esprit. Il est piégé dans la Force avec un apprenti de Luke Skywalker, ce qui l'empêche de transférer son esprit et semble mettre fin à l'ordre Sith.
Plus tard, Dark Krayt, un tusken ex-Jedi ayant survécu grâce à la technologie yuuzhan vong et au Côté obscur, soutient l'expansion de l'Empire galactique dans l'ombre. Cet empire est alors dirigé par la dynastie Fel. En 128 ap. BY, sous Roan Fel, les Sith se révèlent à la Galaxie une nouvelle fois après s'être cachés. En 130 ap. BY, Dark Krayt s'autoproclame Empereur, alors que l'Empire galactique a retrouvé son pouvoir du temps de Dark Sidious.

## Analyse
Le fait que les Sith, et notamment Dark Vador, aient un costume plus attrayant et plus menaçant que les vêtements des héros est considéré comme symbolique. En effet, en tant qu'antagoniste, il a choisi le Mal, et par conséquent la voie facile pour obtenir des bénéfices pour soi-même sans se soucier des autres. George Lucas montre ainsi que le Côté obscur offre certaines choses à ses adeptes, trop faibles pour résister à la tentation.